# موريس بيجار
كان موريس بيجار، (بالإنجليزية: Maurice Béjart)‏، (في الفترة من 1 يناير 1927 حتى 22 نوفمبر 2007) راقصا سويسريًا، فرنسي المولد، ومصمم رقصات ومخرج أوبرا أدار فرقة باليه بيجار لوزان [الإنجليزية]، في سويسرا.

## السيرة الذاتية
ولد موريس جون بيرجر في مارسيليا في فرنسا عام 1927، وأبوه هو الفيلسوف الفرنسي غاستون بيرغر. وعندما انبهر بحفلة عزف منفرد لـ سيرج ليفار، قرر أن يكرس حياته بالكامل للرقص. واستفاد من الأيام التي قضاها في جنوب فرنسا في الدراسة على يد ماتيلد كشيسينسكا [الإنجليزية].
وفي عام 1945، التحق بالباليه في أوبرا مارسيليا [الإنجليزية]. وفي عام 1946ـ بدأ دراسته على يد السيدة «روسان سركيسيان»، و«ليو ستاتس»، والسيدة «ليوبوف إيغوروفا»، و«أولغا بريوبراجينسكا»، في «استوديو ويكر»، وغيرهم الكثير من سكان باريس.
وفي عام 1948، ارتبط «بجانين شارات»، و«إيفيت كوفير»، ومن بعدهما «برولان بيتي»، بالإضافة إلى دارسته للرقص على يد فيرا فولكوفا [الإنجليزية] في لندن.
وفي عام 1954، أسس شركة نجوم الباليه، (تمت تصفيتها في 1957). وفي عام 1960، أسس شركة الباليه في القرن العشرين، في بروكسل (تمت تصفيتها في 1987).

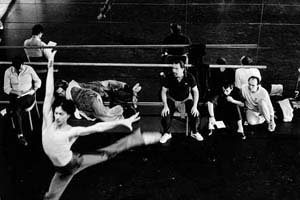
توجيه الراقصين في فرقة باليه بيجار لوزان، في سويسرا عام 1988.

في عام 1987، انتقل إلى لوزان في سويسرا، حيث أسس شركة باليه بيجار لوزان [الإنجليزية]، التي تعد واحدة من أشهر شركات الرقص وأكثرها نجاحًا في العالم.
وكان له دور بارز في دليل الباليه الفارسي في أواخر ستينيات وسبعينيات القرن العشرين، حيث أدى أدوارًا رائعة في «قاعة روداكي» في طهران، وكان ذلك تحت إشراف إمبراطورة إيران آنذاك، التي ظل على علاقة صداقة وطيدة معها على مر السنين.
ومن بين أعماله كسارة البندق  التي روجعت بعناية شديدة وعرضت على المسرح عام 2000، ويحتمل أن يكون استلهمها من قصة حياته. ولا تزال تستخدم الألحان الأصلية التي وضعها بيتر إليتش تشايكوفسكي ولكن الحبكة الأصلية والشخصيات تغيرت تمامًا، حيث إنها قصة جديدة تحكي محاولات طفل لإعادة التواصل مع والدته. وتعطي لمحة حول التخيلات الجنسية للطفل. والتصميم الإنتاجي للمسرح مليء بالصور المثيرة للشهوة - وبعضها فاضح عند الكثيرين ومن ذلك صور الأرحام وفتحات المهبل.
ويبرز من بين الشخصيات ماريوس بيتيبا، الذي يؤدي دور مفستو. وهناك شخصية أخرى تسمى القط فيليكس، ويُفترض أنها سميت باسم الشخصية الكرتونية الشهيرة. وصدر هذا العرض على أسطوانة دي في دي.
وفي عام 2003، فاز «بجائزة بينوس للرقص»، لحياته العامرة بالإنجازات.

## مدارس الرقص
أسس بيجار العديد من مدارس الرقص:
- مدرسة مودرا في بروكسل، 1970–1988؛
- مدرسة مودرا إفريقيا في داكار، 1977–1985؛
- مدرسة رودرا في لوزان، من 1992 وإلى الآن.

ولا تزال تتابع مدرسة رودرا نشاطها وهي واحدة من أشهر المدارس المحترفة في الرقص في العالم.

## وصلات خارجية
- موريس بيجار على موقع IMDb (الإنجليزية)
- موريس بيجار على موقع الموسوعة البريطانية (الإنجليزية)
- موريس بيجار على موقع مونزينجر (الألمانية)
- موريس بيجار على موقع ألو سيني (الفرنسية)
- موريس بيجار على موقع ميوزك برينز (الإنجليزية)
- موريس بيجار على موقع أول موفي (الإنجليزية)
- موريس بيجار على موقع قاعدة بيانات برودواي على الإنترنت (الإنجليزية)
- موريس بيجار على موقع قاعدة بيانات الأفلام السويدية (السويدية)
- موريس بيجار على موقع إن إن دي بي (الإنجليزية)
- موريس بيجار على موقع قاعدة بيانات الفيلم (الإنجليزية)

- Obituary in The Times, 23 November 2007
- Béjart Ballet Lausanne
- Rudra Béjart School
- Obituary in The Guardian UK